# خورخي زالزوبين
خورخي زالزوبين (1 يونيو 1922 - 17 أغسطس 2020) مهندس معماري ومصمم بولندي برازيلي مشهورًا بالتصميم الحديث. ولد في وارسو في بولندا. في الخمسينيات من القرن الماضي ، أسس زالزوبين إل أتيلير، وهو مصنع لتصميم الأثاث في ساو باولو، البرازيل. تم تضمين تصميمات زالزوبين الفريدة من قبل أوسكار نيماير في قصر الفجر وقصر بلاناوتو.

## أعماله
تميز زالزوبين طوال حياته المهنية بالأعمال التالية:
- أثاث المحكمة العليا (1960).
- مبنى ساو باولو العظيم (1971).
- مبنى توري باوليستا (1972).
- مركز تسوق إبيرابويرا (1975).
- مبنى المركز العلوي (1975).